# Sint-Petrus' Bandenkerk (Maastricht)
De Sint-Petrus' Bandenkerk is een kerkgebouw in de Maastrichtse wijk Heer. De kerk (en haar voorgangers) doet al eeuwenlang dienst als kerkgebouw van de Rooms-katholieke parochie van Sint-Petrus' Banden in het voormalige dorp Heer ten zuidoosten van Maastricht. De neoromaanse kerk uit 1905 is sinds 1997 een rijksmonument (het orgel al eerder) en bezit een groot aantal kunstschatten.

## Geschiedenis

### Oudste kerk(en) van Heer
Waarschijnlijk is de huidige kerk van Heer de derde of vierde op deze plaats. Wanneer de eerste kerk gebouwd werd, is niet te achterhalen, maar het nog bestaande torenfragment van de middeleeuwse kerk met visgraatmetselwerk duidt op een hoge ouderdom. Waarschijnlijk ging het om een georiënteerd preromaans zaalkerkje met een halfrond koor. De zuidbeuk werd vermoedelijk later toegevoegd.

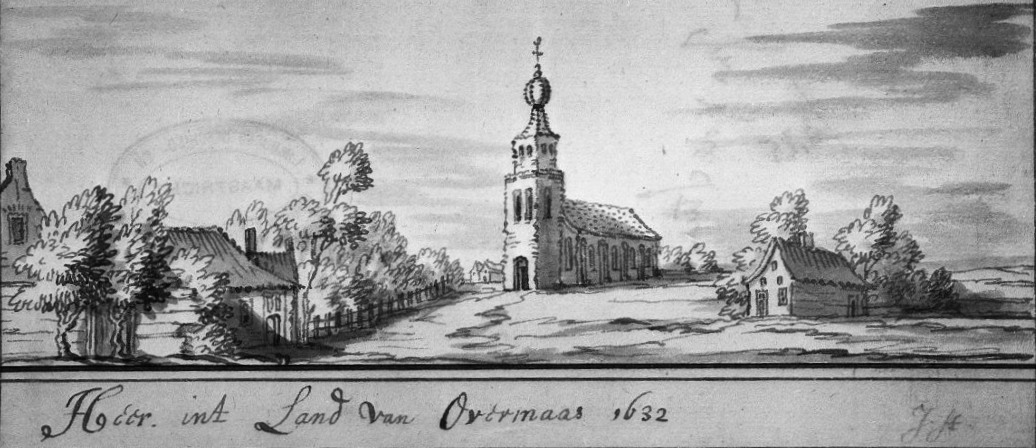
Gezicht op Heer (1632)

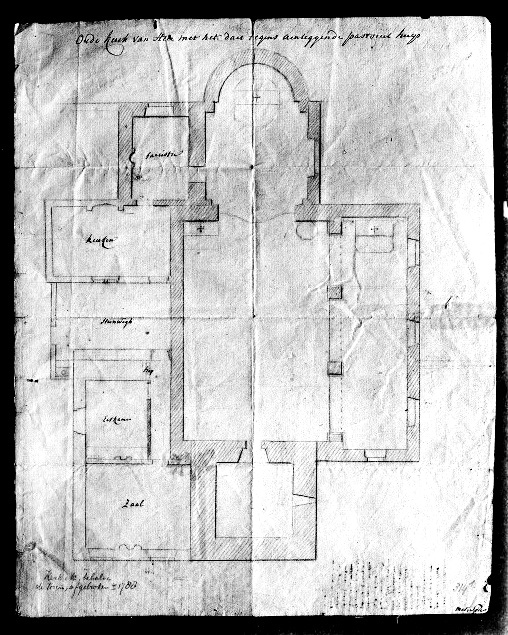
Plattegrond oude kerk (Soiron, 1786)

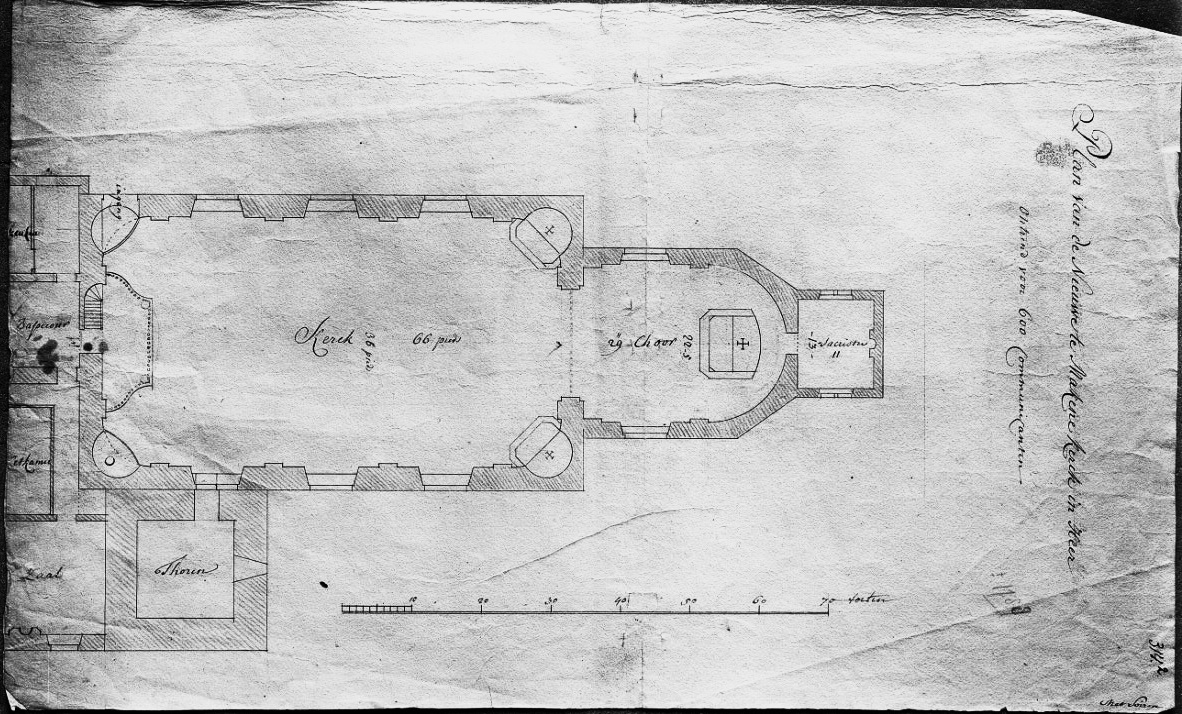
Ontwerp nieuwe kerk (Soiron, 1786)

Heer was in de middeleeuwen een van de Elf banken van Sint-Servaas, behorende bij het vrije rijkskapittel van Sint-Servaas in Maastricht en werd voor het eerst als zodanig vermeld in 1202. Om die reden bezat het kapittel tevens het collatierecht in Heer, het recht om de pastoor te benoemen. In 1292 erkent de pastoor van Heer, Udo van Colmont, dat het kapittel er "sinds onheuglijke tijden" de tienden trok. In 1472 was Herman Pijpen, meester van het Sint-Servaashospitaal op het Vrijthof, rector van de Heerder kerk. De sterke band met het Sint-Servaaskapittel blijkt verder uit de nalatenschap van 2000 gulden van kanunnik Vaes aan de kerk in 1713.
In 1613 bleek de toestand van de kerk zeer slecht. In de aantekeningen van de toenmalige pastoor Egidius Rutten wordt melding gemaakt van herstelwerkzaamheden, onder andere aan het dak en de entree. In de kerkrekening komt een uitgavepost voor van 3 gulden en 10 stuivers, bedoeld voor bier voor degenen die stenen hadden gehaald voor de kerk. Op 28 februari 1662 woedde er een hevige storm waardoor de toren dreigde om te vallen. Bij het herstel van de toren werd het 213 pond wegende kruis opnieuw vastgezet en kreeg de koperen torenhaan een nieuwe staart. Ook bij die gelegenheid ontvingen de werklieden als beloning slechts bier. In 1705 werd het kerkportaal hersteld.
In 1752 stelde het kapittel een onderzoek in naar de bouwkundige staat van de kerk van Heer, die zeer slecht bleek te zijn. De pastorie was al evenzeer bouwvallig. De bouw van een nieuwe kerk en pastorie leek onvermijdelijk.

### Voorganger huidige kerk
De nieuwe kerk die plaats moest bieden aan 600 kerkgangers kwam er pas in de jaren 1788-89. Opdrachtgever was het Sint-Servaaskapittel, bouwpastoor was Joannes Lambertus Dolmans. De architect van de nieuwe kerk was Mathias Soiron, de aannemer was J. Renette. De keuze voor Soiron zal geen toeval zijn geweest; niet alleen was hij stadsbouwmeester van Maastricht, maar via zijn broers Andreas en Wilhelmus, beiden kanunniken van Sint-Servaas, onderhield hij ook uitstekende contacten met het kapittel.
Plattegrondtekeningen van Soiron van zowel de afgebroken kerk als de nieuw ontworpen kerk worden bewaard in het Regionaal Historisch Centrum in Maastricht (zie afbeeldingen hiernaast). De nieuwe kerk was niet georiënteerd (zoals de voorgaande kerk), maar werd een kwartslag gedraaid, waardoor de lengte van het oude kerkschip nu de breedte van het nieuwe schip werd. Waarschijnlijk koos Soiron hiervoor om de oude kerktoren en de pastorie te kunnen handhaven en om een deel van de funderingen en het muurwerk van de oude kerk te kunnen hergebruiken. De toren van de middeleeuwse kerk vormde het scharnierpunt tussen de nieuwe kerk en de aan het kerkschip vast gebouwde pastorie.
Aan de aannemer werd tussen 14 juni 1788 en 12 oktober 1789 in totaal rond 16.300 gulden uitbetaald. De smid M. Verlain leverde in die periode voor 60 gulden en 6 stuivers aan ijzerwerk. Bij de bouw van de kerk werd ook nu weer een beroep gedaan op de dorpsbewoners voor het aanvoeren van materialen, onder andere mergelblokken en Naamse steen. Het hout kwam uit het Savelsbos bij Gronsveld. Leisteen kwam uit België. In de tijd tussen de afbraak van de oude en de ingebruikname van de nieuwe kerk werden missen gehouden in een schuur van landbouwer Aerts.

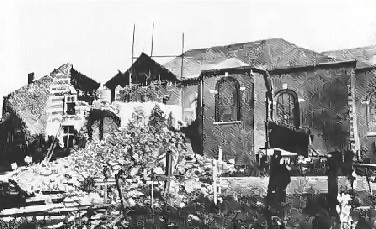
De ingestorte toren in 1890

In de Franse tijd was pastoor Lousberghs pastoor van Heer, Scharn, Heugem en een deel van Cadier en Keer (in totaal 1296 zielen). Lousberghs weigerde in 1798 de voor geestelijken in het departement Nedermaas verplicht gestelde eed van haat tegen het koningschap en de anarchie af te leggen en werd om die reden gevangengenomen om op transport te worden gesteld naar de strafkolonie Cayenne in Frans-Guyana. Voordat dat kon gebeuren werd hij bevrijd door twee knechts van hoeve De Croon. Lousbergh dook onder, afwisselend op hoeve De Croon (bij Huis Eyll) en in de kelder van de kerk, en ging in het geheim verder met zijn pastorale werk.
In 1890, onder het pastoraat van J.H. Timmermans, moest de middeleeuwse toren gerestaureerd worden. Terwijl bouwmeester Jos Kerckhoffs op 16 augustus 1890 met het herstellen van de fundamenten bezig was, stortte de oude toren in. Gelukkig deden zich geen ongelukken voor en bleven de drie klokken behouden, maar de toren was grotendeels verloren.

### Bouw en gebruik van de huidige kerk

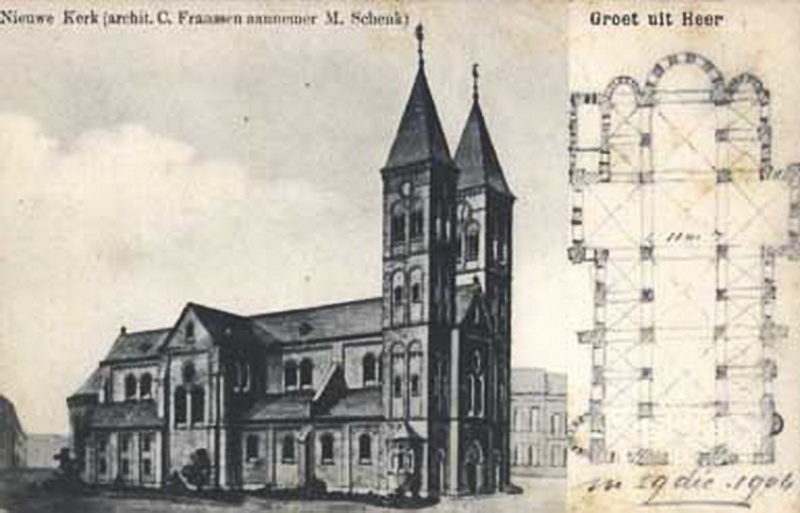
Prentbriefkaart van de nieuwe kerk met plattegrond, 1905-06

In het begin van de 20e eeuw nam het aantal inwoners van Heer sterk toe (in 1900 ca 3800) en ontstond er behoefte aan een grotere kerk. Pastoor J.M.A. de Wever kreeg de taak om een nieuwe kerk te bouwen. Als architect werd Caspar Franssen uit Roermond aangezocht. Aannemer J. Schenk uit Maastricht werd bereid gevonden de kerk voor 60.000 gulden te bouwen. Van dat bedrag nam de gemeente Heer 15.000 gulden en een hoeveelheid mergelblokken en metselzand voor haar rekening. Op 13 september 1903 werd de eerste steen gelegd en op 16 april 1905 kon de kerk feestelijk worden gewijd. De oude kerk van Soiron werd daarna voor verschillende doeleinden gebruikt; vanaf 1917 als school en patronaatsgebouw.
Het interieur werd in 1969, onder pastoor Wiertz, aangepast aan de nieuwe liturgische eisen van na het Tweede Vaticaans Concilie. Bij de inrichting van de kerk werd ervan uitgegaan - geheel in de geest van de tijd - dat de kerk een heldere en sobere uitstraling moest hebben. De somber ogende muren werden wit geschilderd. Alles wat niet functioneel was, verdween of kreeg een modern jasje, onder andere het hoofd- en sacramentsaltaar. In 1986 werd de kerk opnieuw geschilderd.
Het verkeer dat decennialang door de drukke Dorpstraat langs de kerk raasde, heeft er waarschijnlijk voor gezorgd dat eind 20e eeuw een vervroegde restauratie van de Heerder parochiekerk noodzakelijk was. Zo waren de glas-in-loodramen in de loop der jaren niet alleen vuil geworden, maar begonnen ook kieren te vertonen ten gevolge van slijtage van het lood. In de periode van december 1999 tot april 2001 zijn alle ramen gerestaureerd. Van september 2004 tot juli 2005 zijn onder andere de dakconstructie van de kerk en de tussenvloeren van de torens grondig onder handen genomen. In 2011 werd het interieur opnieuw geschilderd.
In 1989 werd het nieuwe Petrusaltaar gewijd, waarbij een aantal relieken in het altaar werden geplaatst. Daaronder bevond zich een fragment van twee centimeter van de vermeende ketting die de apostel Petrus droeg in de gevangenis en die op miraculeuze wijze van hem afvielen. Het relikwie is afkomstig uit de schatkamer van de Sint-Servaasbasiliek, waar anderhalve schakel van deze ketting wordt bewaard.
Het huidige pastorale team van de fusieparochie Heer-De Heeg bestaat uit pastoor P. Horsch, kapelaan P. Lipsch, kapelaan-diaken A. Antony en diaken G. Roquet. Deze priesters zijn daarnaast ook werkzaam in de parochies van Heugem, Scharn en Amby. In de kerk van Heer zijn een drietal koren actief: de Schola Cantorum (gregoriaans koor), het Koninklijk Sint-Caeciliakoor (gemengd koor) en het Dameskoor.

## Beschrijving

### Oude kerk, torenrestant, pastorie en grafstenen

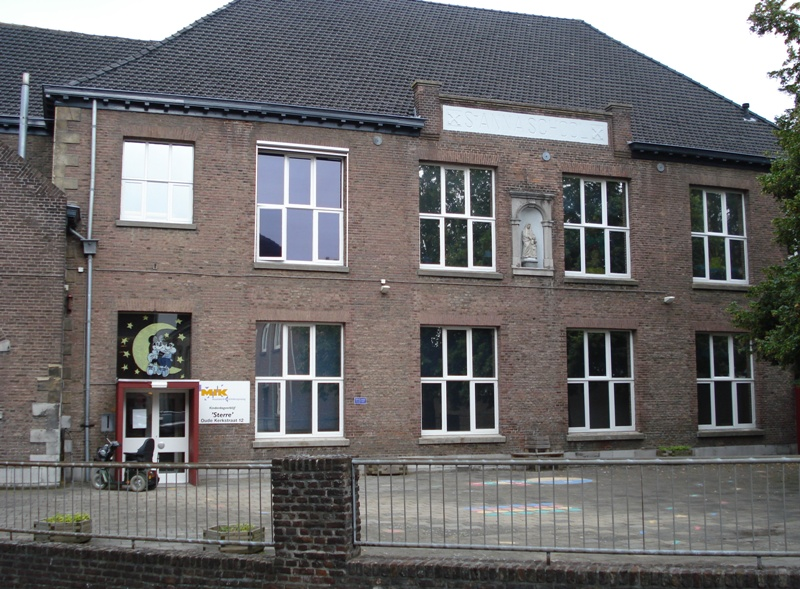
Tot school verbouwde oude kerk

De laat-18e-eeuwse kerk ontworpen door Mathias Soiron is in rudimentaire vorm bewaard gebleven in het huidige schoolgebouw aan de Oude Kerkstraat. De door een schilddak gedekte kerk is opgetrokken uit baksteen met hoekblokken van mergel en hardsteen. Het oorspronkelijke ontwerp van de zaalkerk bestond uit een op het zuiden gericht driezijdig priesterkoor met een breder, rechthoekig schip. Aanvankelijk bevond de sacristie zich in het verlengde van het koor (zie tekening Soiron); later werd deze verplaatst naar de zuidwesthoek. Het schip was ongeveer 20 meter lang en 11 meter breed en voorzien van drie ramen aan elke zijde. De nog bestaande buitenmuren van baksteen herinneren aan de Soironkerk, maar de rondboogvensters zijn vervangen door rechthoekige ramen verdeeld over twee verdiepingen. Van het interieur is de oorspronkelijke functie niet meer af te lezen; slechts een versierde, met hardsteen omlijste nis in een muur herinnert nog hieraan.
Op de noordoostelijke hoek van het perceel bevindt zich nog een 2 tot 4 meter hoog fragment van de middeleeuwse kerktoren, dat in 1913 geïncorporeerd werd in een toiletgedeelte voor het patronaatsgebouw. De ca 1,40 m dikke muren zijn samengesteld uit onregelmatig breuksteenwerk met brokken zandsteen, harde mergel, kiezel en specie met baksteengruis. In 1903 was er nog opus spicatum te zien, een aanwijzing voor de hoge ouderdom van het bouwwerk. In de toren bevond zich begin 20e eeuw een kleine grafsteen uit 1791. Tegen de achterkant van de toren stonden ooit drie grafstenen met het wapen Van Eyll uit 1764, 1792 en 1817. Niet duidelijk is wat met deze grafstenen is gebeurd.
De pastorie, gebouwd tegen de noordzijde van de oude kerk, bestaat uit een 17e-eeuws deel van baksteen met speklagen van mergel, een 18e-eeuws deel van mergel met segmentboogvenster in hardsteen, en een 19e-eeuws deel van baksteen met hardstenen vensterdorpels. In het interieur is een vroeg-19e-eeuwse schoorsteenmantel van rood marmer aanwezig en een 18e-eeuwse kast in Régencestijl.
In de tuin van de voormalige kerk en tegen een van de buitenmuren bevinden zich nog diverse grafstenen. Deze vormen een gemeentelijk monument.

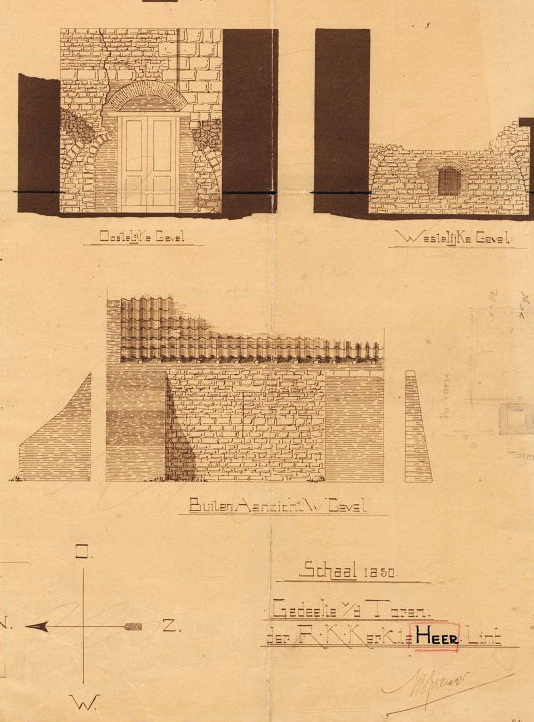
Torenrestant in 1901
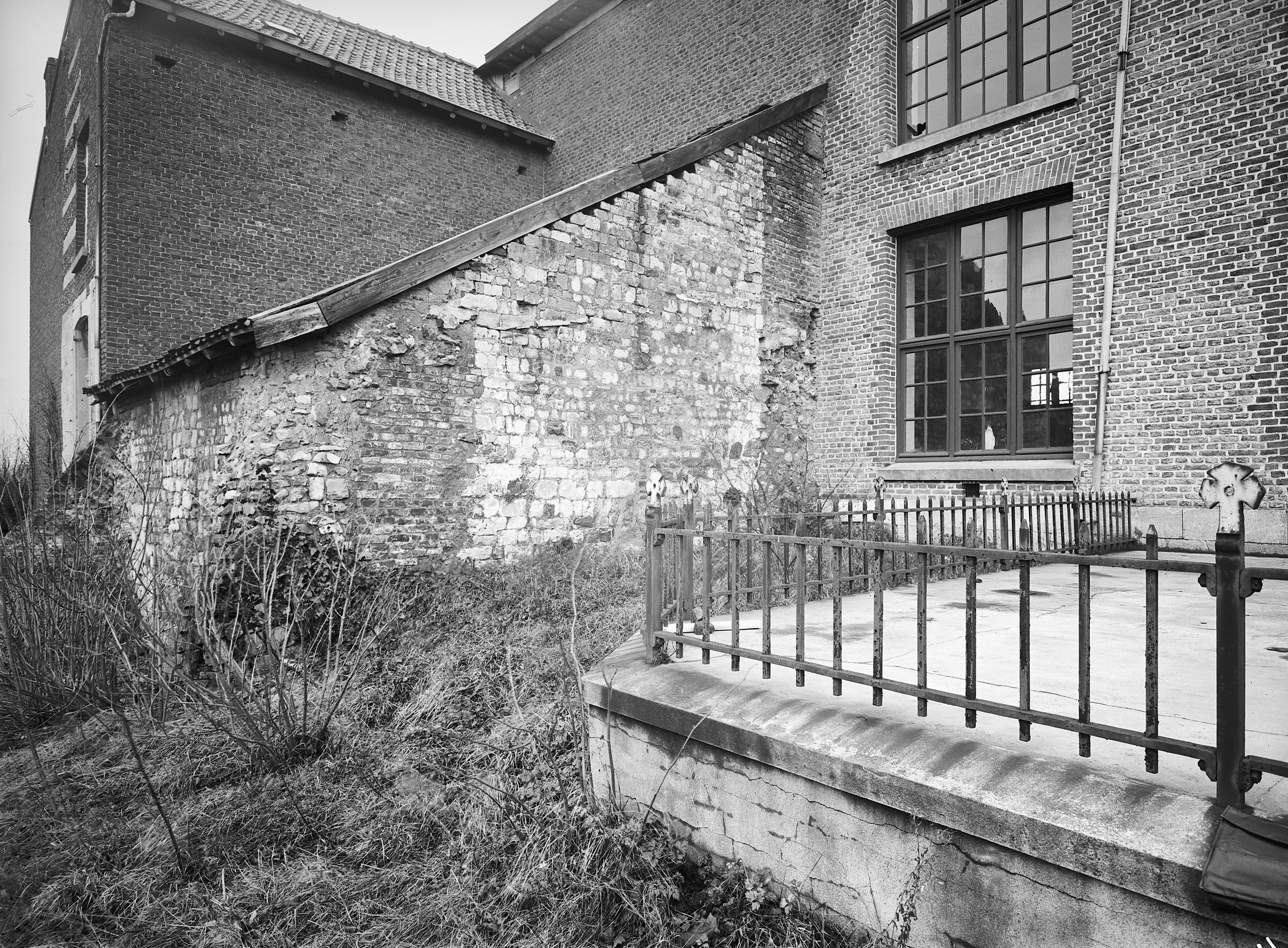
Torenrestant in 1921
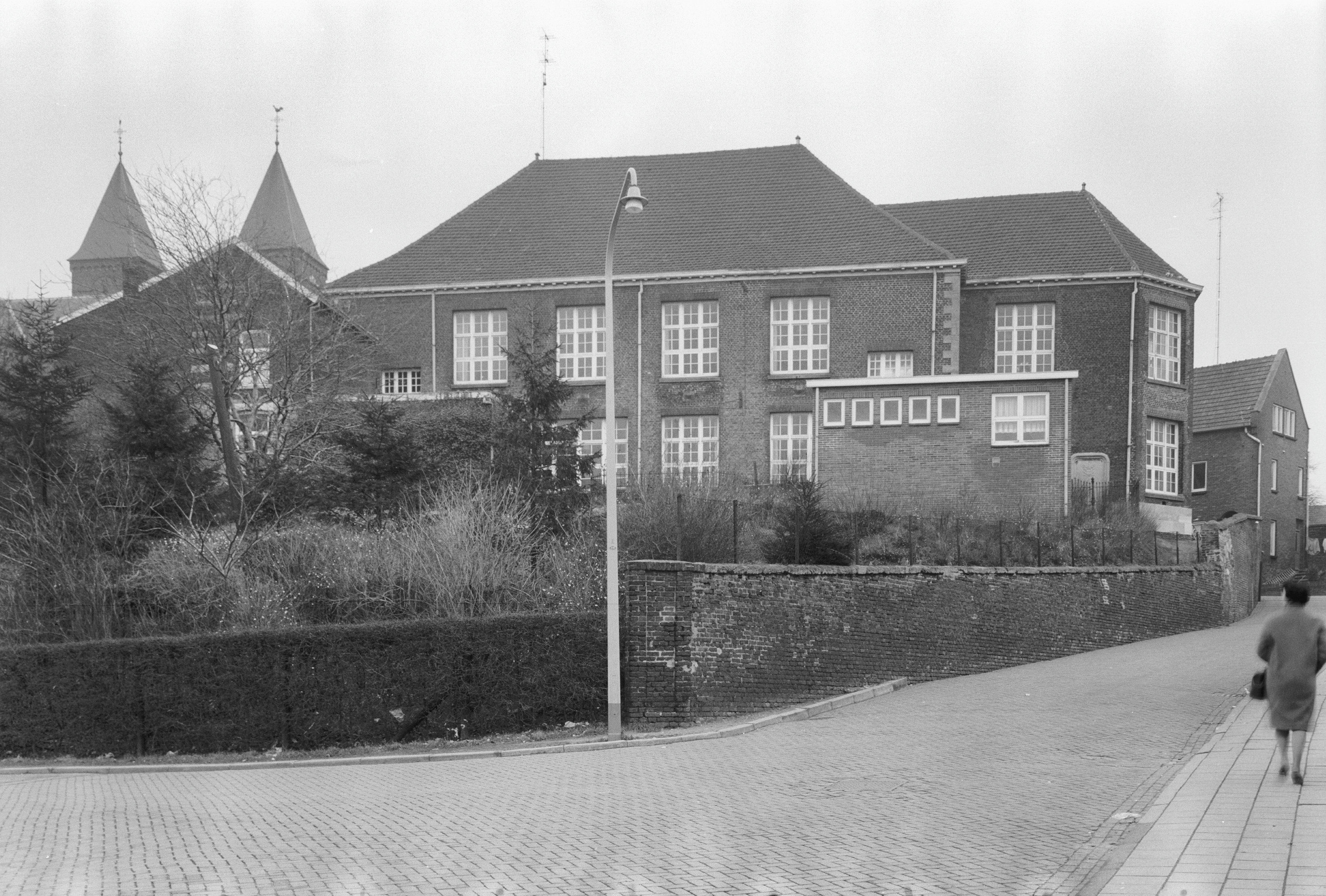
Oude kerk in 1961
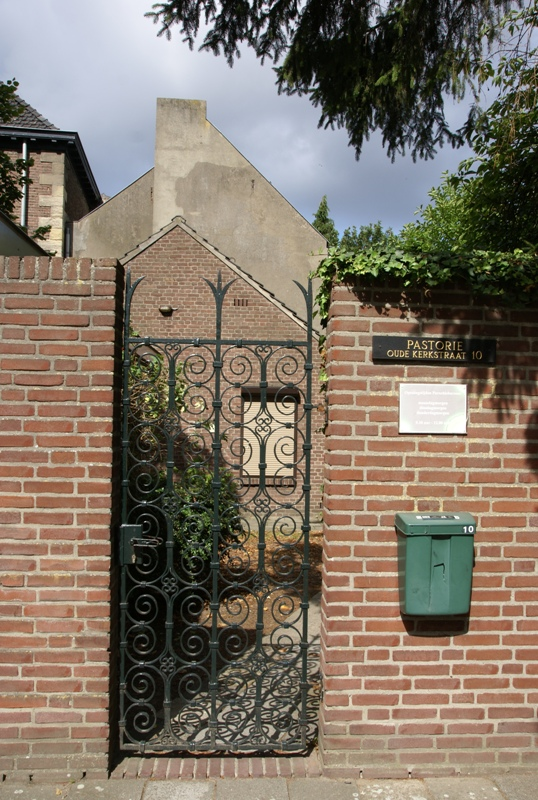
Fragment van de pastorie

### Exterieur huidige kerk
De huidige parochiekerk van Heer heeft het uiterlijk van een neoromaanse kruisbasiliek. De kerk is opgetrokken in baksteen, gemetseld in kruisverband, met hardstenen plinten en dorpels. Alle gevelvelden zijn geleed door middel van lisenen, uitlopend in kroonlijsten met rondboogfriezen. De gemetselde gewelven in het interieur worden aan de buitenkant ondersteund door steunberen. De diverse zadel-, tent-, lessenaarsdaken en dakkapellen zijn gedekt met leien in maasdekking.
De westzijde van de georiënteerde kerk wordt gedomineerd door een dubbeltorenfront aan de Dorpstraat, aan de zuidzijde voorzien van een zijkapel, aan de noordzijde van een traptoren. In de voorgevel bevinden zich drie dubbele deuren. Het timpaan van de middendeur is versierd met een kruis en de Griekse letters Alfa en Omega; de timpanen van de andere twee deuren zijn versierd met eenvoudige rozetten. Aan een van de torens sluit de voormalige doopkapel aan, thans Mariakapel. Tussen de torens en de transeptarmen bevinden zich de zijbeuken. De halfronde apsis aan de oostzijde wordt geflankeerd door twee kranskapellen.
Buiten de kerk bevinden zich enkele hardstenen grafkruisen,onder andere uit 1618, 1622, 1628 en 1657.

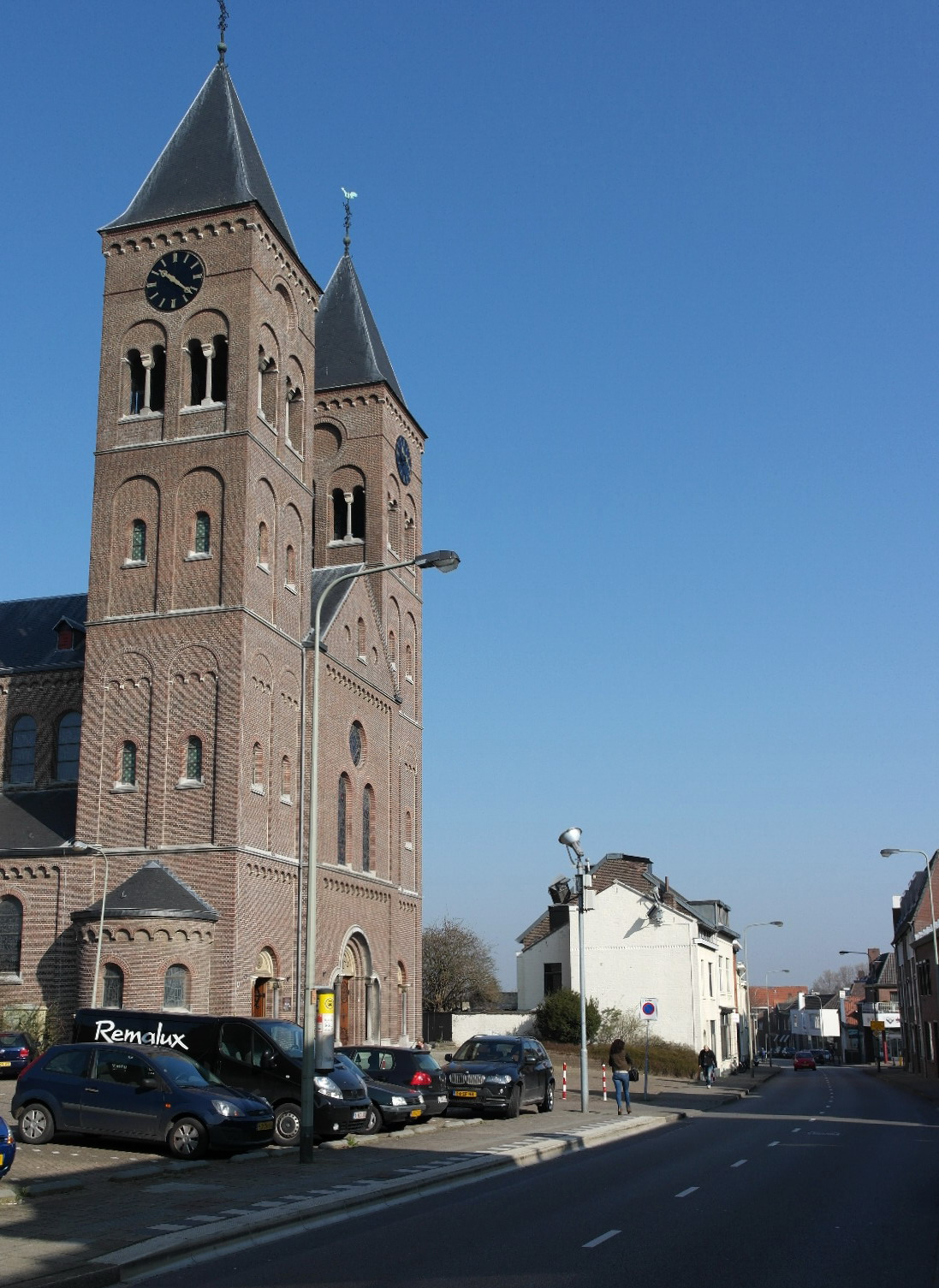
Westelijk torenfront
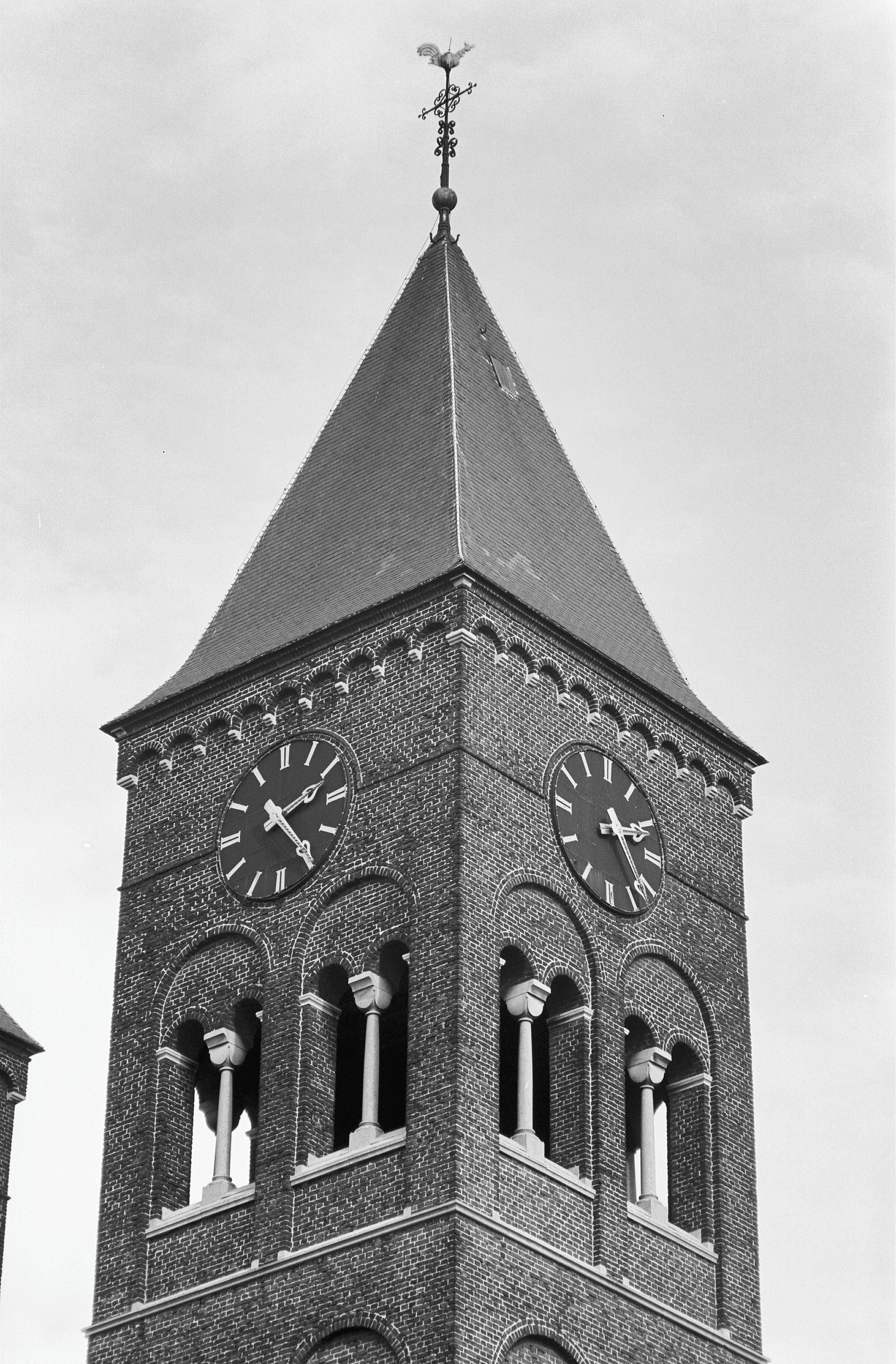
Noordwesttoren
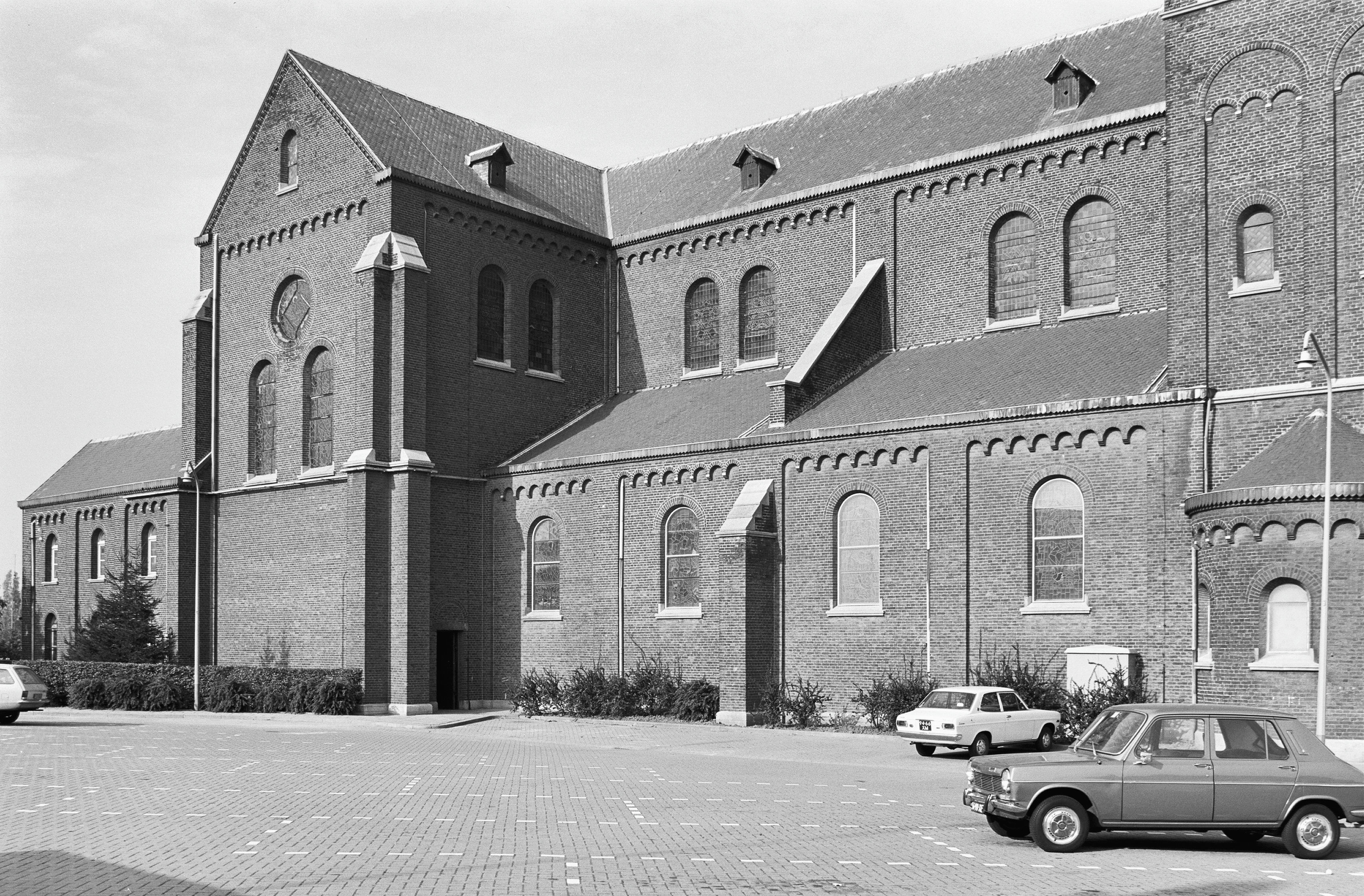
Zuidgevel met transept
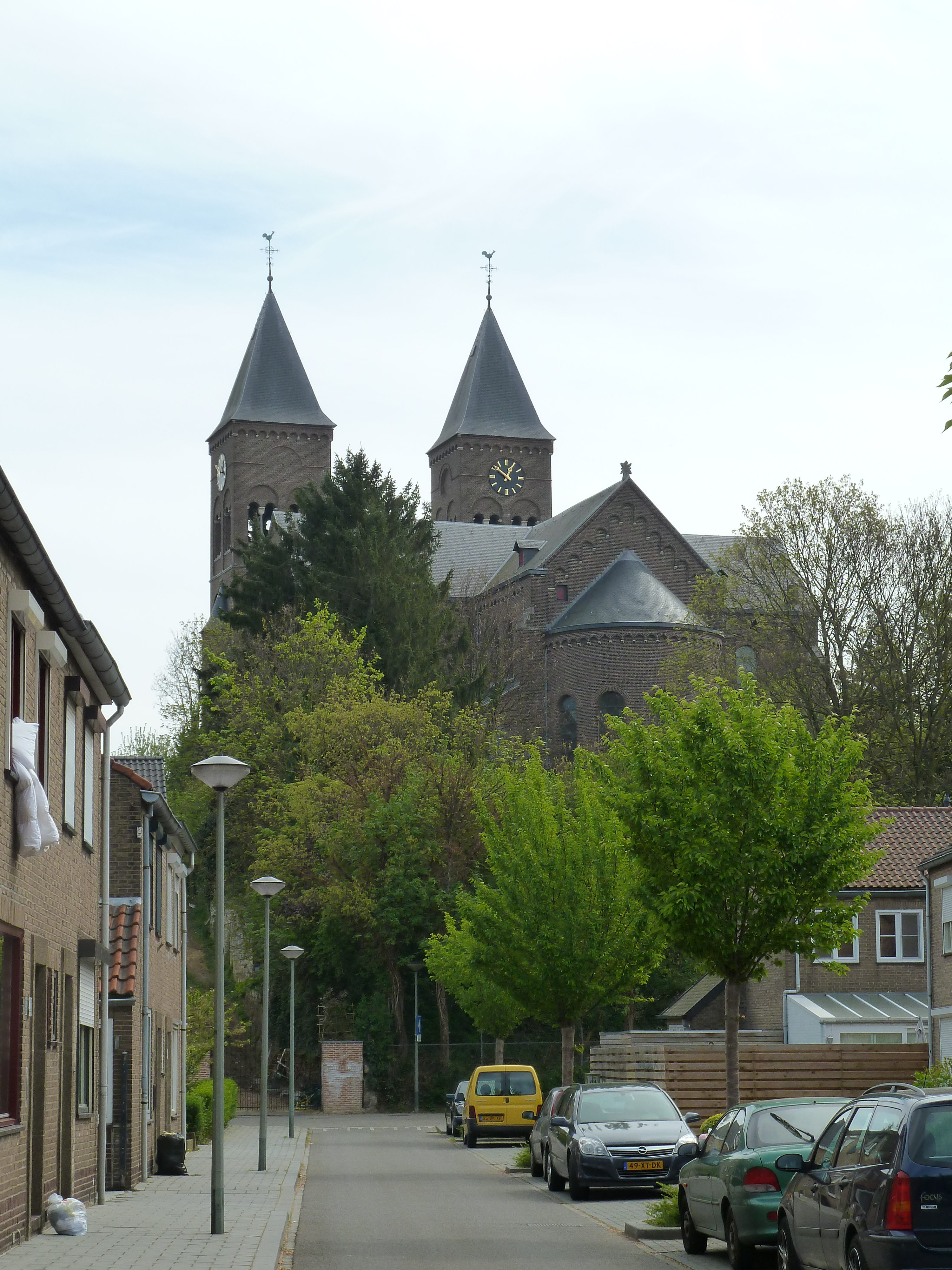
Zicht op het oostkoor

### Interieur huidige kerk

#### Ruimtelijke indeling
De Sint-Petrus' Bandenkerk is een ruime driebeukige kruisbasiliek met een transept en een priesterkoor. Het koor en de verlengde zijbeuken aan weerszijden van het koor eindigen in halfronde apsisen, waarin het hoofdaltaar en twee zijaltaren zijn geplaatst. De middenbeuk wordt van de zijbeuken gescheiden door rondbogen, die afwisselend gedragen worden door vierkante gemetselde pijlers en ronde zwart-granieten zuilen met geornamenteerde en vergulde teerlingkapitelen (alternerend stelsel).
De kerk heeft ronde en rondboogvormige stalen vensters met gebrandschilderd glas. De houten entreedeuren hebben een smeedijzeren beslag. Het voorportaal van het kerkschip is gesitueerd in de iets terugliggende torens. Tussen de torens is aan de westzijde van de middenbeuk het doksaal voor het kerkorgel en het zangkoor aangebracht. De kerk is geheel overwelfd. Het gewelf is verdeeld in nagenoeg vierkante velden met kruisgewelven. Aan de verlengde zijbeuk bevindt zich aan de zuidzijde een ruime sacristie met verdieping. Aan de noordzijde is een bergplaats.

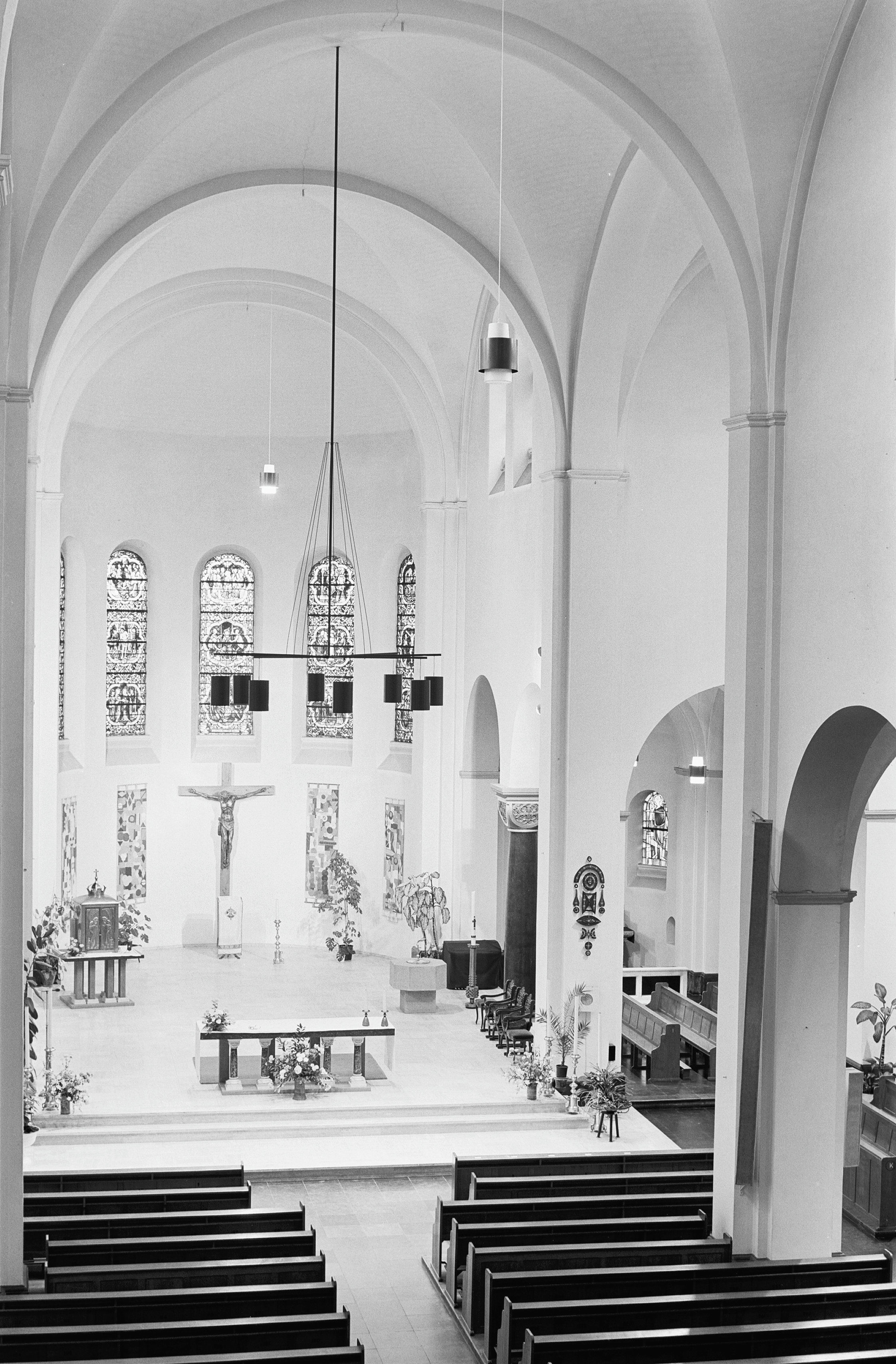
Zicht naar het oosten
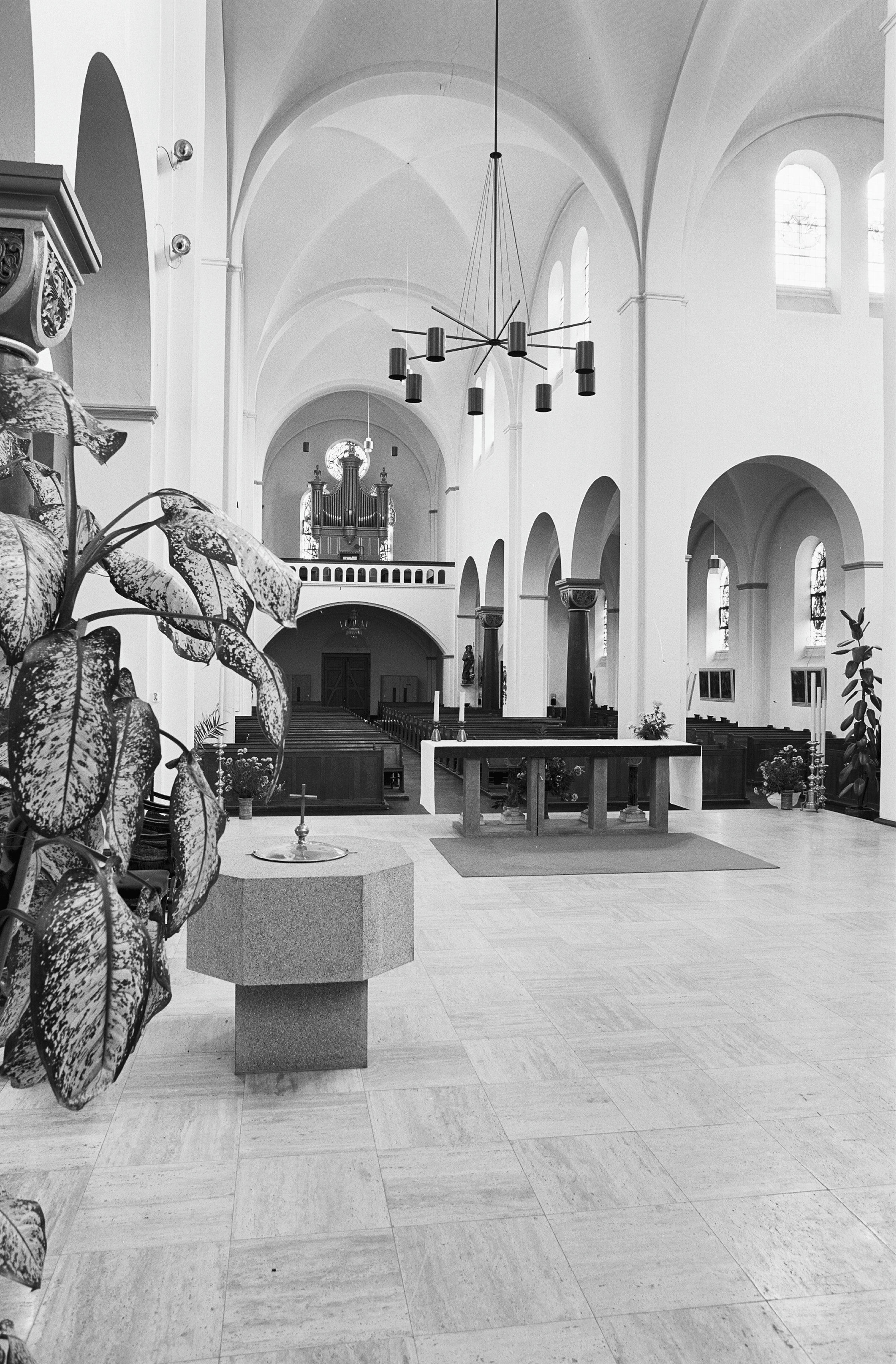
Zicht naar het westen
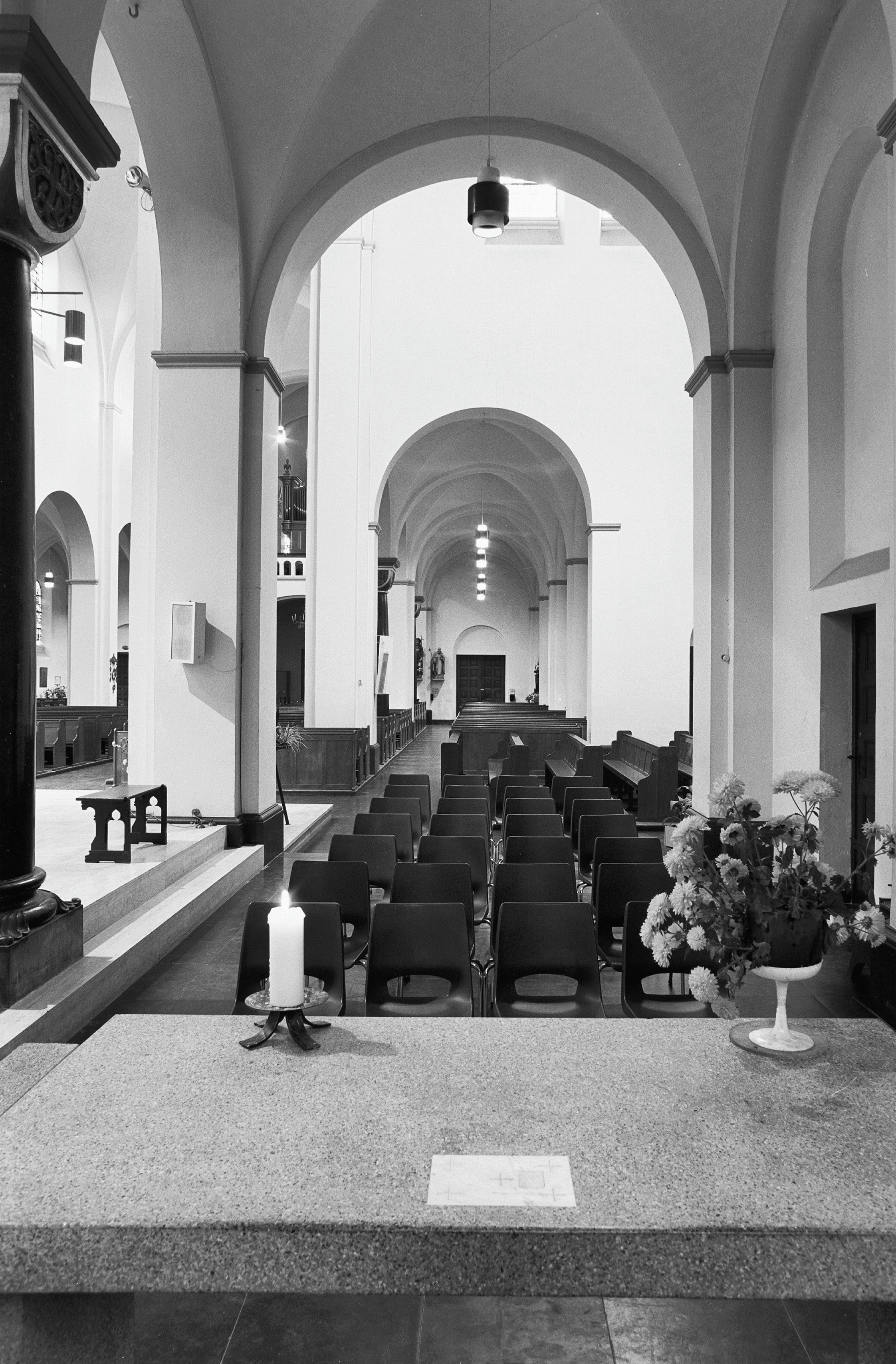
Noordbeuk naar het oosten
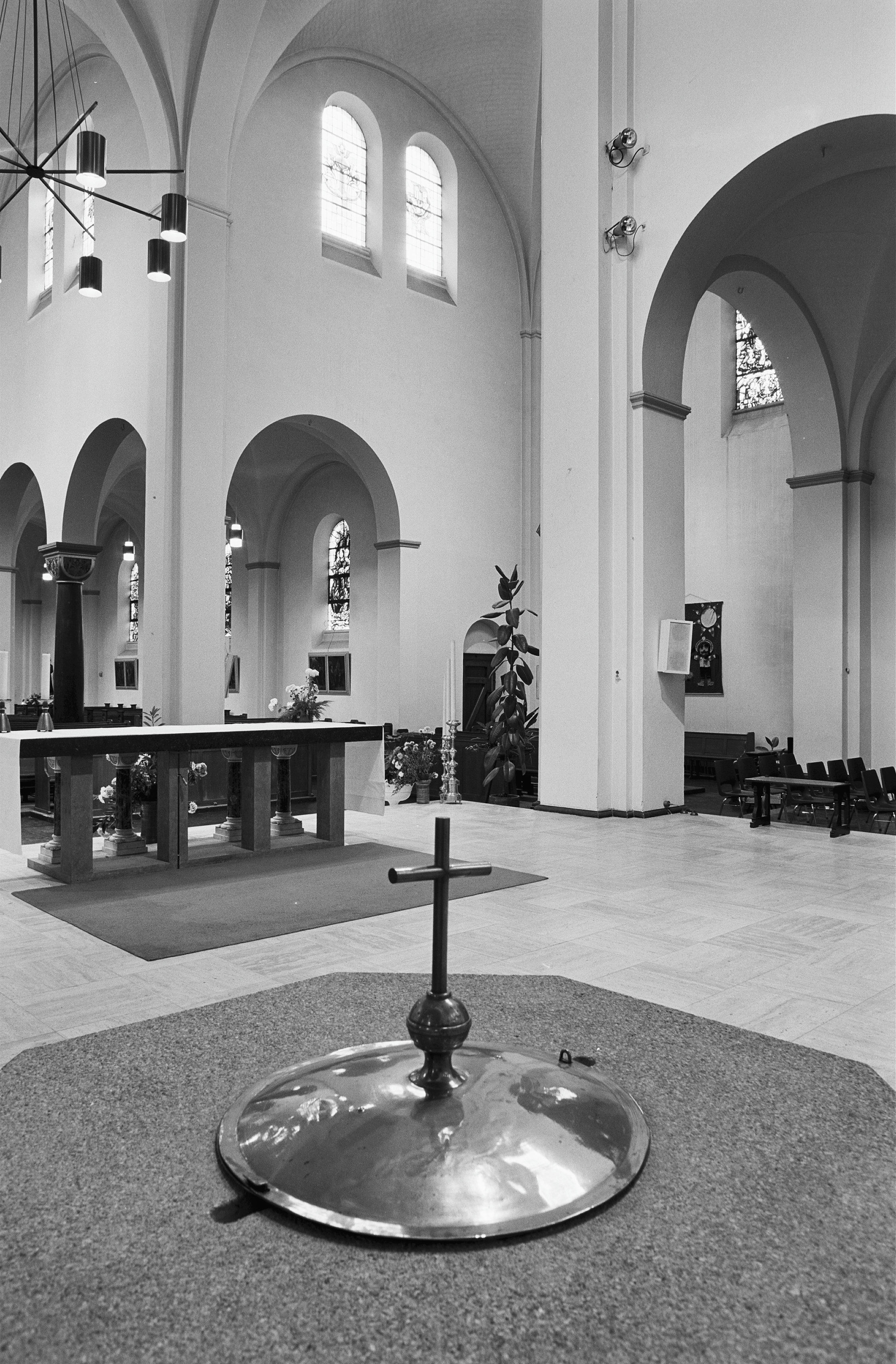
Zicht op noordertransept

#### Glas-in-loodramen
De kerk van Sint-Petrus' Banden telt ongeveer 89 glas-in-loodramen met gebrandschilderd glas, waarvan de meeste door monumentenzorg zijn aangeduid als monumentaal. Met name van de Maastrichtenaar Hubert Levigne zijn een groot aantal ramen aanwezig, maar ook Atelier F. Nicolas en Zonen, Eugene Laudy, Huub Loontjens, Hubert Felix en pater Jo de Visser maakten verschillende ontwerpen.
In de kerk zijn nog originele ramen aanwezig uit de tijd van de bouw. De meeste zijn in de periode 1999-2001 gerestaureerd. De oudste ramen bevinden zich op het priesterkoor. Ze werden in 1904 vervaardigd in het bekende glasatelier van Nicolas en Zonen te Roermond. De vijf ramen verbeelden de vijftien traditionele Geheimen van de Rozenkrans in medaillonvorm. De bovenste vijf medaillons vertegenwoordigen de glorievolle of mystieke geheimen, de middelste vijf stellen de droevige geheimen voor en de onderste vijf de blijde geheimen. In het middelste raam staat onderaan, tussen de familiewapens van Van Dopff en Du Parc, de naam van de schenkster van de ramen vermeld, burggravin Mathilde Du Parc. Onder het oksaal achter in de kerk bevinden zich eveneens twee ramen van Nicolas, geschonken door de Heerder communicanten van 1906-07. Het linkerraam toont de gekroonde Maria met staand Jezuskind; het rechterraam is een voorstelling van het Heilig Hart van Jezus.
De meeste ramen in de parochiekerk van Heer zijn in de jaren 1949-1953 gemaakt door Hubert Levigne. De Maastrichtse graficus en glazenier en docent aan de Jan van Eyck Academie vervaardigde voor de kerk van Heer acht Petrusramen, vier evangelistenramen en een twintigtal ramen met andere decoratiethema's. De Petrusramen in de linker- en rechterzijbeuk stellen taferelen uit het leven van de apostel Petrus voor. In de linkerzijbeuk zijn dit: de wonderbare visvangst, Petrus knielend aan de voeten van Jezus, de voetwassing en de verloochening van Petrus. In de rechterzijbeuk: Petrus het kruis omklemmend, Petrus in de gevangenis, Petrus en Johannes met de lamme bij de tempelpoort en de prediking van Petrus.

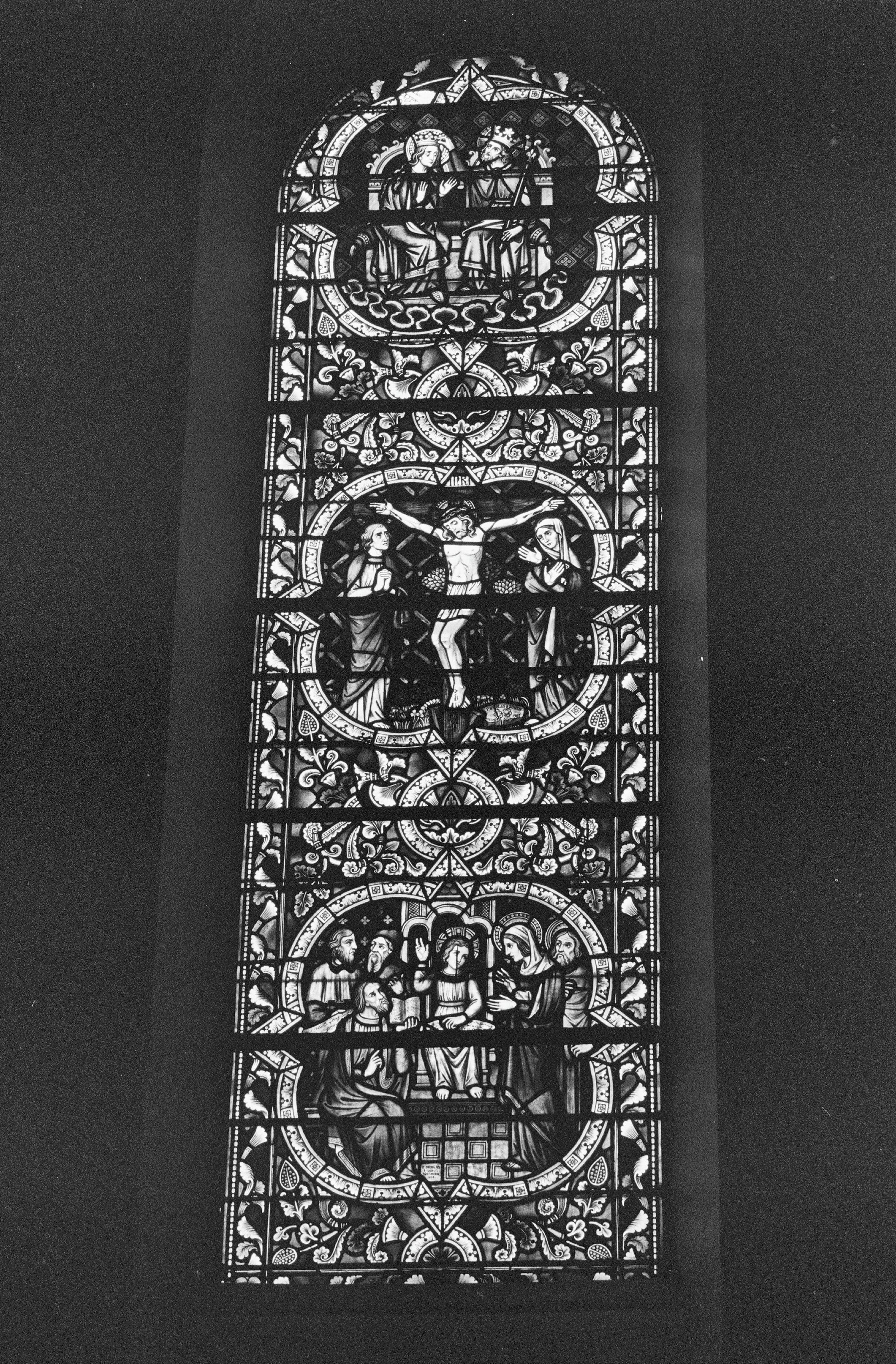
Geheimen van de Rozenkranscyclus, Atelier Nicolas, 1904
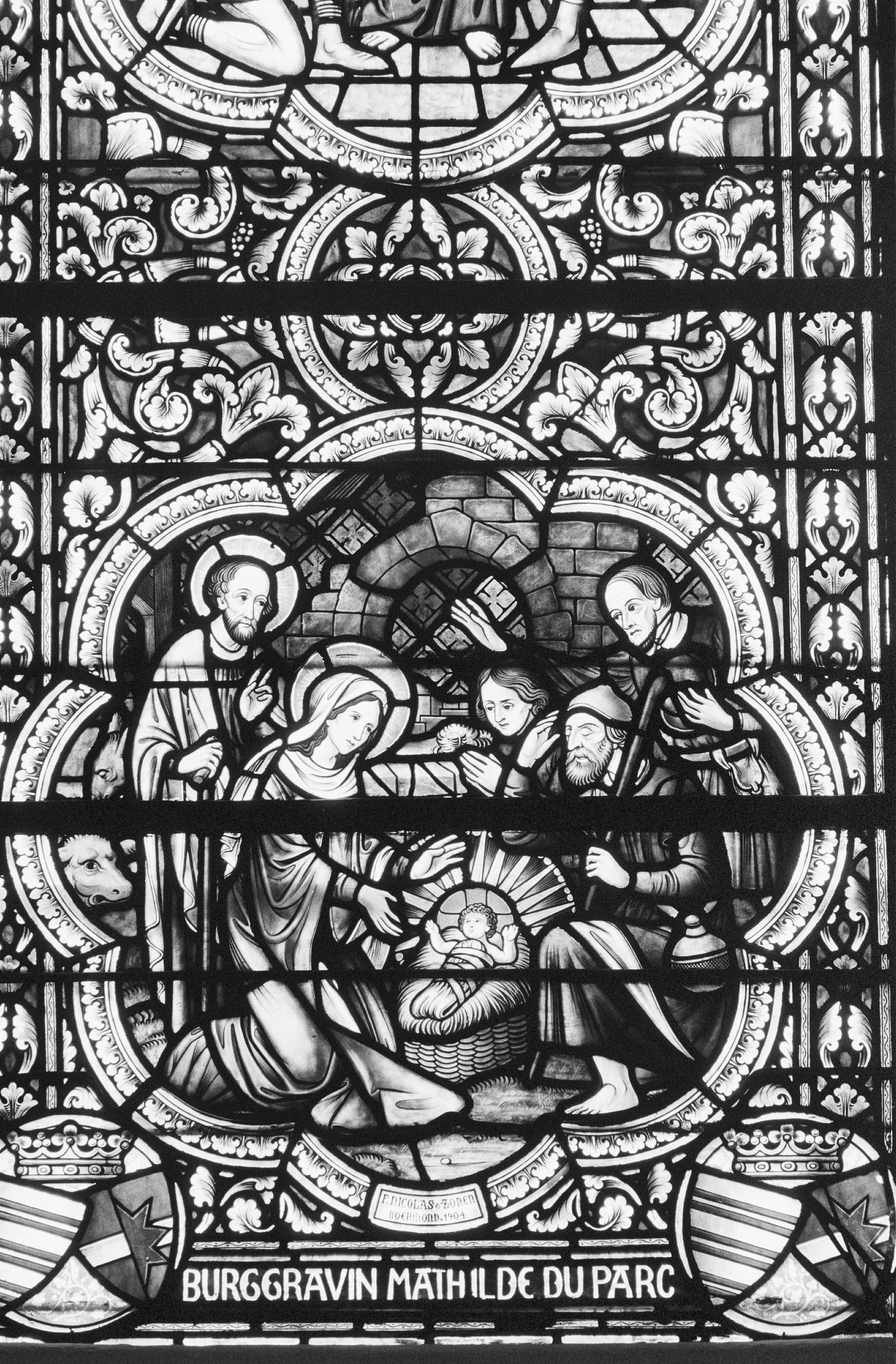
Detail Rozenkranscyclus met opdracht van Mathilde du Parc
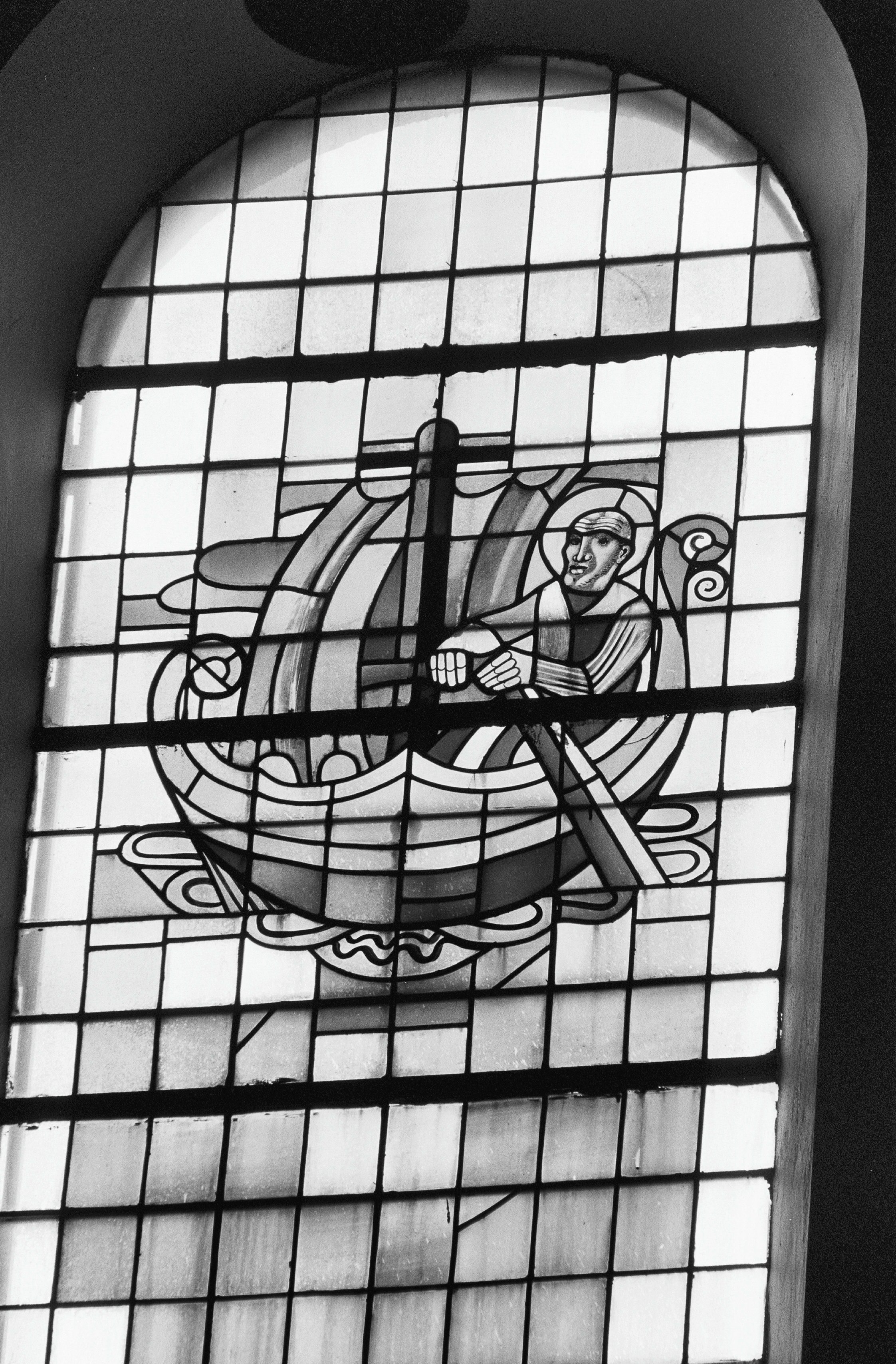
Scheepje (met Petrus?), Hubert Levigne, 1949-53
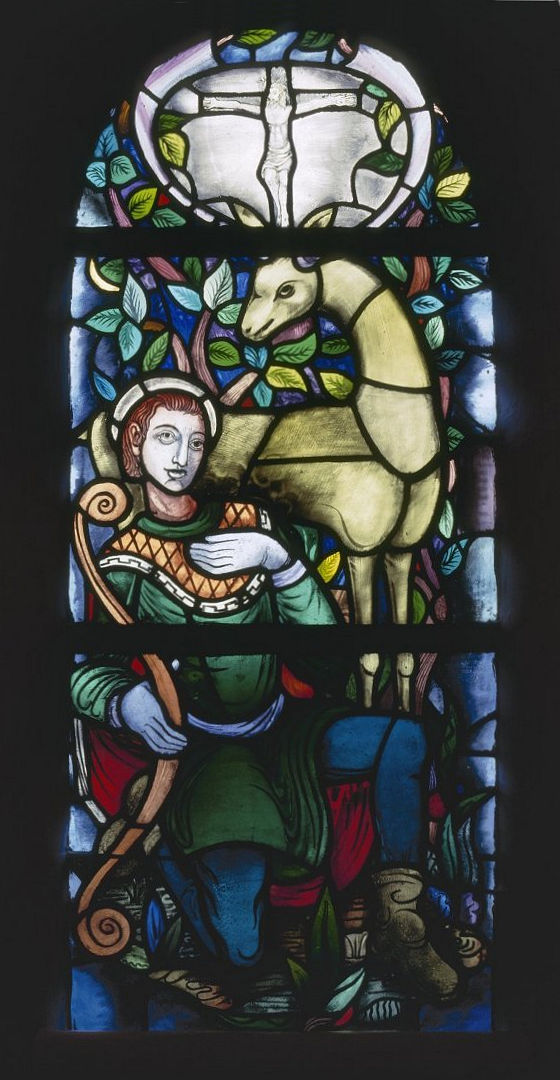
Hubertusraam, Hubert Felix, 1952

#### Orgel, meubilair en kunstvoorwerpen
Het uit 1850 daterende orgel is door de bekende firma Pereboom & Leijser uit Maastricht gebouwd. Van een ouder instrument dat al in de Heerder kerk aanwezig was, werd de laat-18e-eeuwse orgelkast en twee registers gebruikt. De orgelkast is bekroond met engelfiguurtjes en vazen met festoenen. Het vermoeden bestaat dat het hoofdwerk van het orgel uit de afgebroken Sint-Nicolaaskerk van Maastricht afkomstig is. Bekend is dat rond 1800 in de oude kerk van Heer een nieuw orgel werd geplaatst; vermoedelijk zijn toen delen van het in 1798 uit de Sint-Nicolaaskerk verwijderde orgel naar Heer overgebracht. Bij de latere bouw van het Heerder orgel door Pereboom & Leijser is in 1850 dat bestaande materiaal als basis genomen.Omdat de orgelkast voor de nieuwe laden (het deel waar de pijpen op staan) niet diep genoeg was, werd deze naar achteren vergroot.
In 1904 werd dit orgel met Grand d'Orgue, positief en aangehangen pedaal ongewijzigd overgebracht naar de nieuwe kerk van Heer. Het orgel werd in 1971 gedeeltelijk vernieuwd door orgelbouwer Verschueren uit Heythuysen, waarbij de originele kleuren van de orgelkast werden ontdekt en teruggebracht. Het orgel is bij die gelegenheid tevens verplaatst. Tot dan stond het dwars tegen de zuidmuur van de orgelgalerij opgesteld, het werd nu in het midden van het oksaal geplaatst, waardoor de klank thans beter tot zijn recht komt. In 2006 is het orgel opnieuw gerestaureerd door Verschueren, waarbij alle metalen en houten orgelpijpen werden gedemonteerd, hersteld en schoongemaakt.
De altaren in de zijkapellen bestaan uit onderdelen van het oorspronkelijke hoogaltaar, met altaarstukken van Charles Vos (zie hieronder). De houten lessenaar versierd met een schijvenmotief en omgebouwd tot paaskandelaar, de twee biechtstoelen en een tweetal kerkbanken dateren alle uit begin 19e eeuw en zijn wellicht nog door Soiron ontworpen.
De kerk bezit diverse waardevolle schilderijen en beelden. Een 17e-eeuws schilderij van de kroning van Maria meet 168 x 122 cm. In de apsis van de kerk staat een kruis met een waardevol 18e-eeuws houten corpus, dat afkomstig is uit de Sint-Nicolaaskerk. Een 90 cm hoog houten beeld van Sint-Rochus met sleutels en met pelgrimshoed waarop schelpen zijn bevestigd, dateert uit de 17e eeuw. De heilige wordt vergezeld door een hond met een brood in zijn bek en door een engel die een wonde toont op het rechterbeen. Van de Maastrichtse beeldhouwer Charles Vos zijn een drietal werken aanwezig: twee altaarreliëfs van geglazuurd aardewerk uit 1944, voorstellende Jezus en Maria, en een houten beeld van Sint-Jozef met Kind, eveneens uit 1944.
Van het liturgisch vaatwerk kan genoemd worden: een zilveren miskelk met koperen voet uit 1613, een zilveren ciborie uit het midden van de 17e eeuw, twee kandelaars van gedreven koper uit de 17e eeuw, een ruim 70 cm hoge rijkversierde zilveren monstrans uit de 18e eeuw, 18e-eeuws zilveren missaalbeslag in Lodewijk XV-stijl en twee kelken van Maastrichts zilver en een van Luiks zilver, drie paar drievoetkandelaars van gegoten koper uit ca 1700, een 18e-eeuws rond wierookvat van gegoten koper, een laat-18e-eeuwse koperen kaarsenkroon, een zilveren processiekruis, een zilveren kroon en scepter (voor een Mariabeeld), een zilveren oliebusje, een zilveren wierookvat en -scheepje, zeven 94 cm hoge kandelaars van gedreven koper, alle vroeg-19e-eeuws, en een achtarmige kristalluchter met struisveerornament uit het midden van de 19e eeuw.
Bijzondere liturgische gewaden in het bezit van de kerk zijn: een rood kazuifel met geborduurde oplegsels met voorstellingen van de Kruisiging en drie heiligen uit ca. 1500, een vroeg-16e-eeuws wit kazuifel met groene oplegsels, waarop voorstellingen van Maria en de Kruisiging zijn geborduurd, en diverse 18e- en 19e-eeuwse geborduurde gewaden, sommige met goud- of zilverbrokaat.

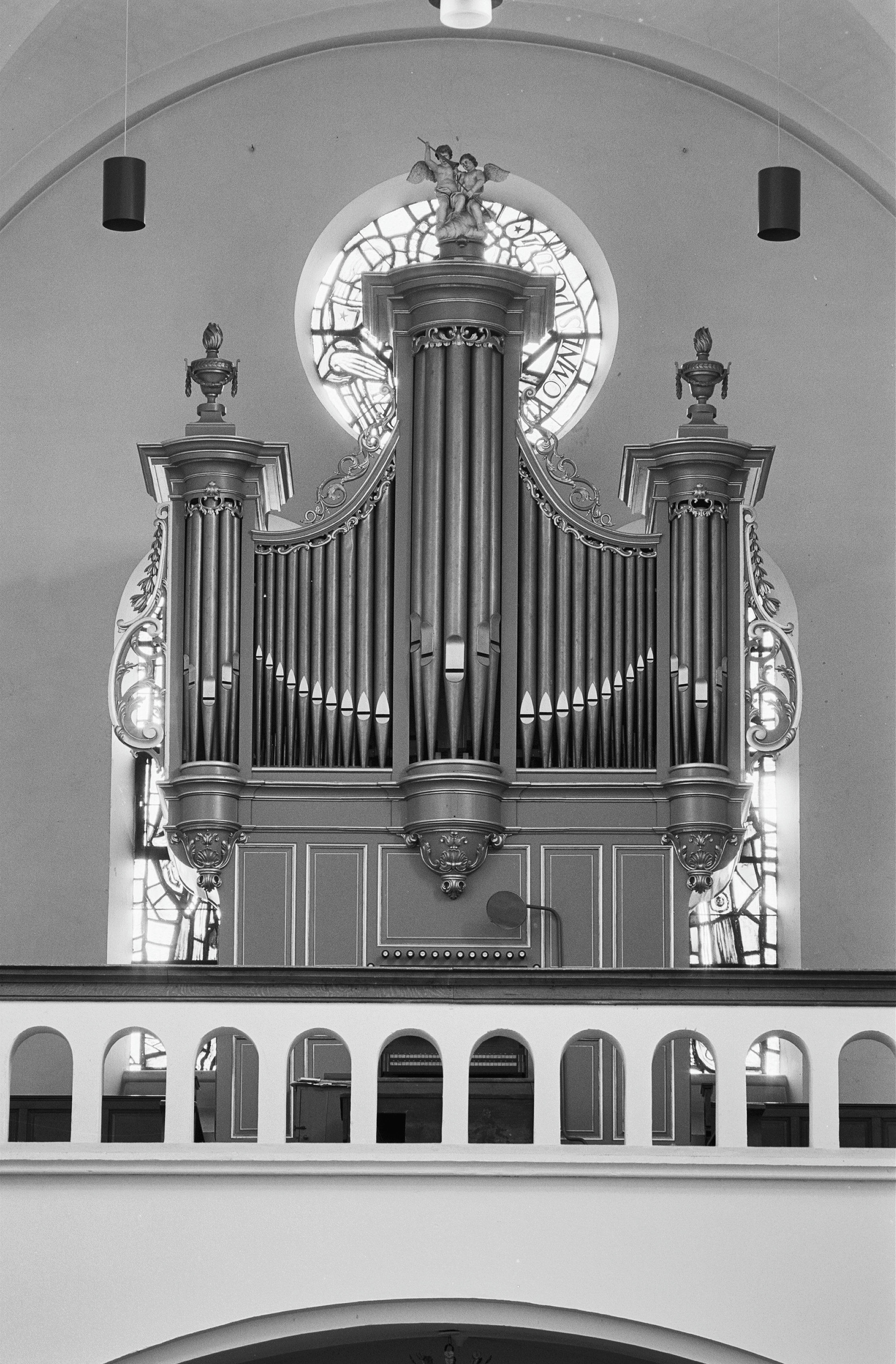
Het orgel in 1977
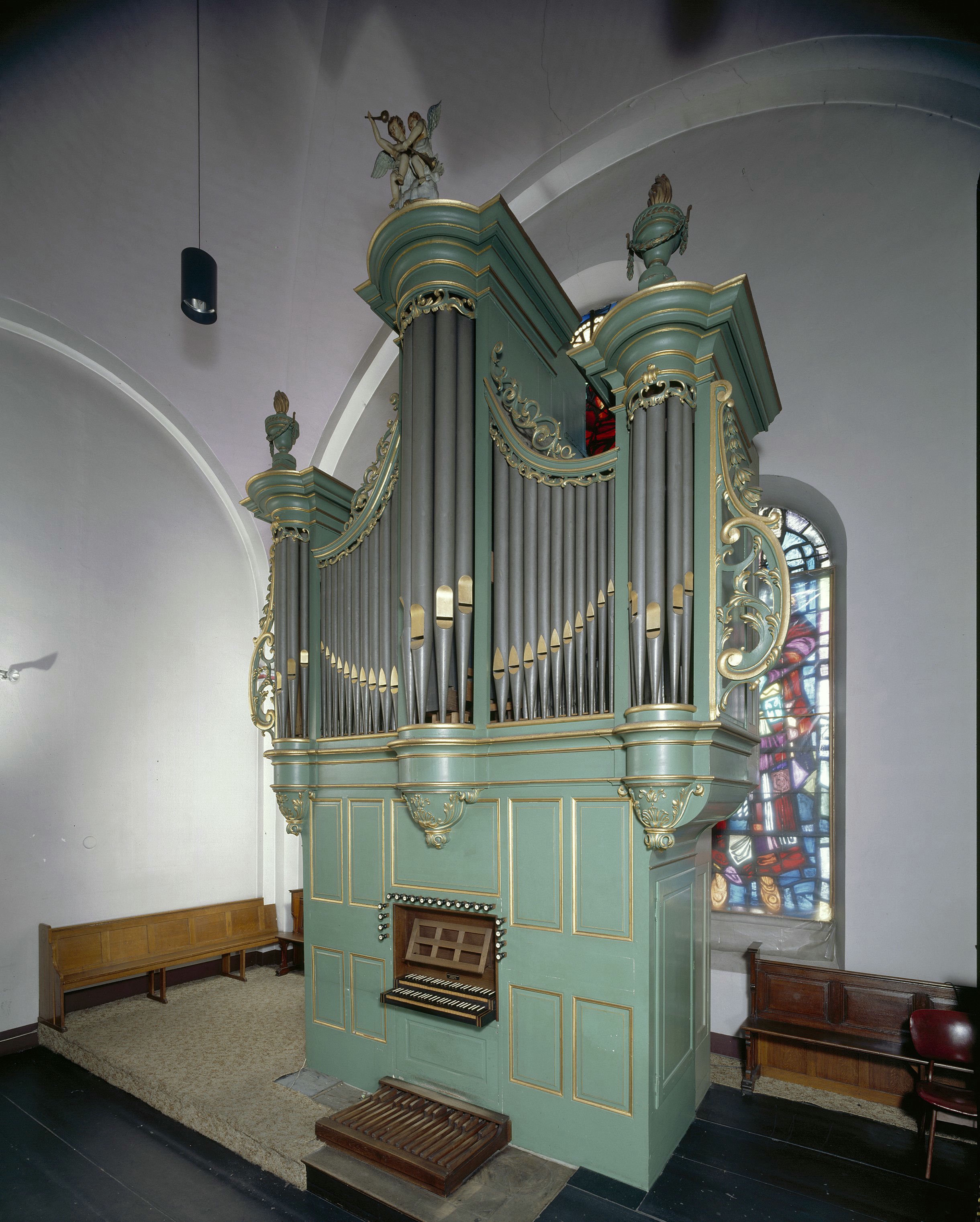
Het orgel in 1999
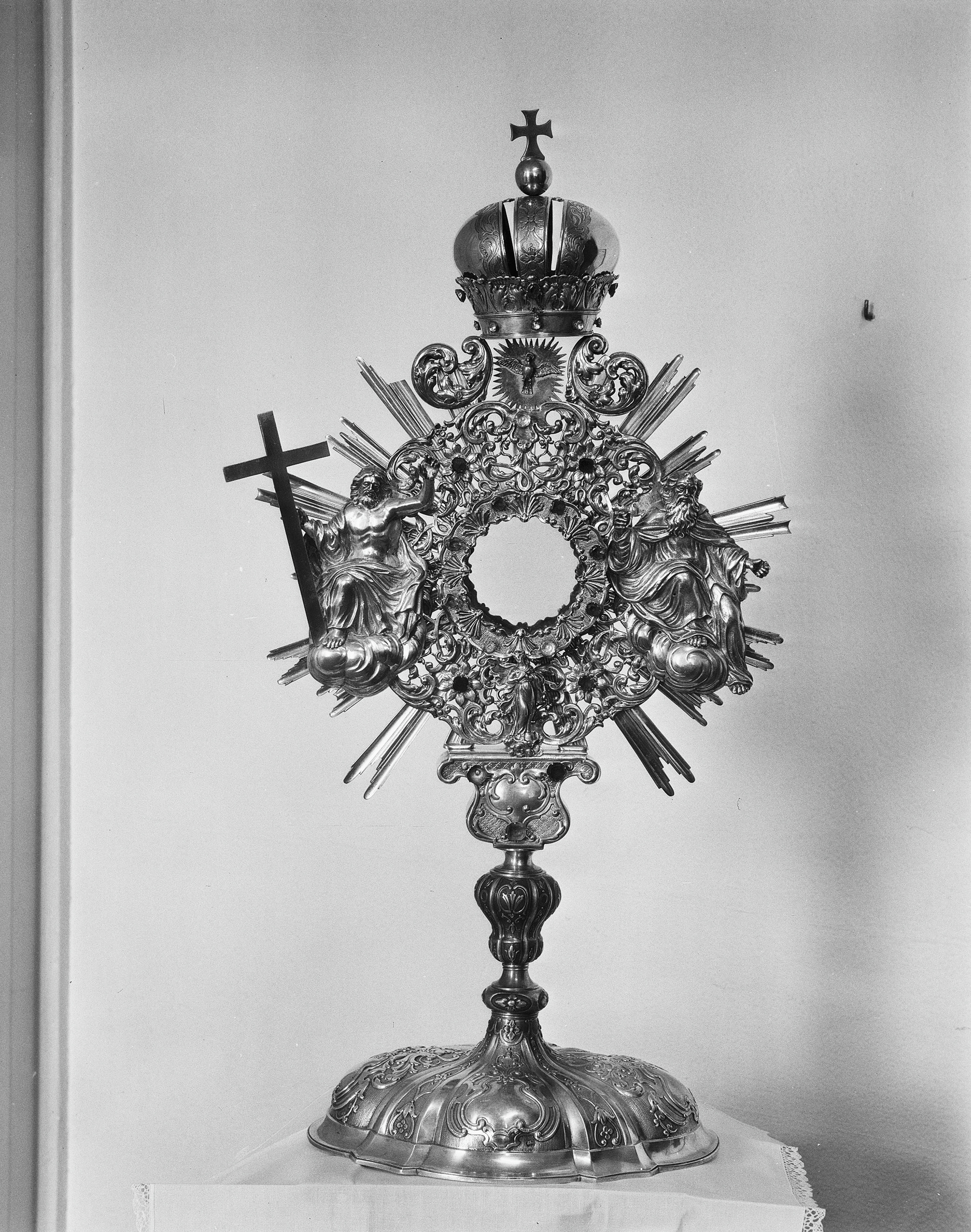
Monstrans
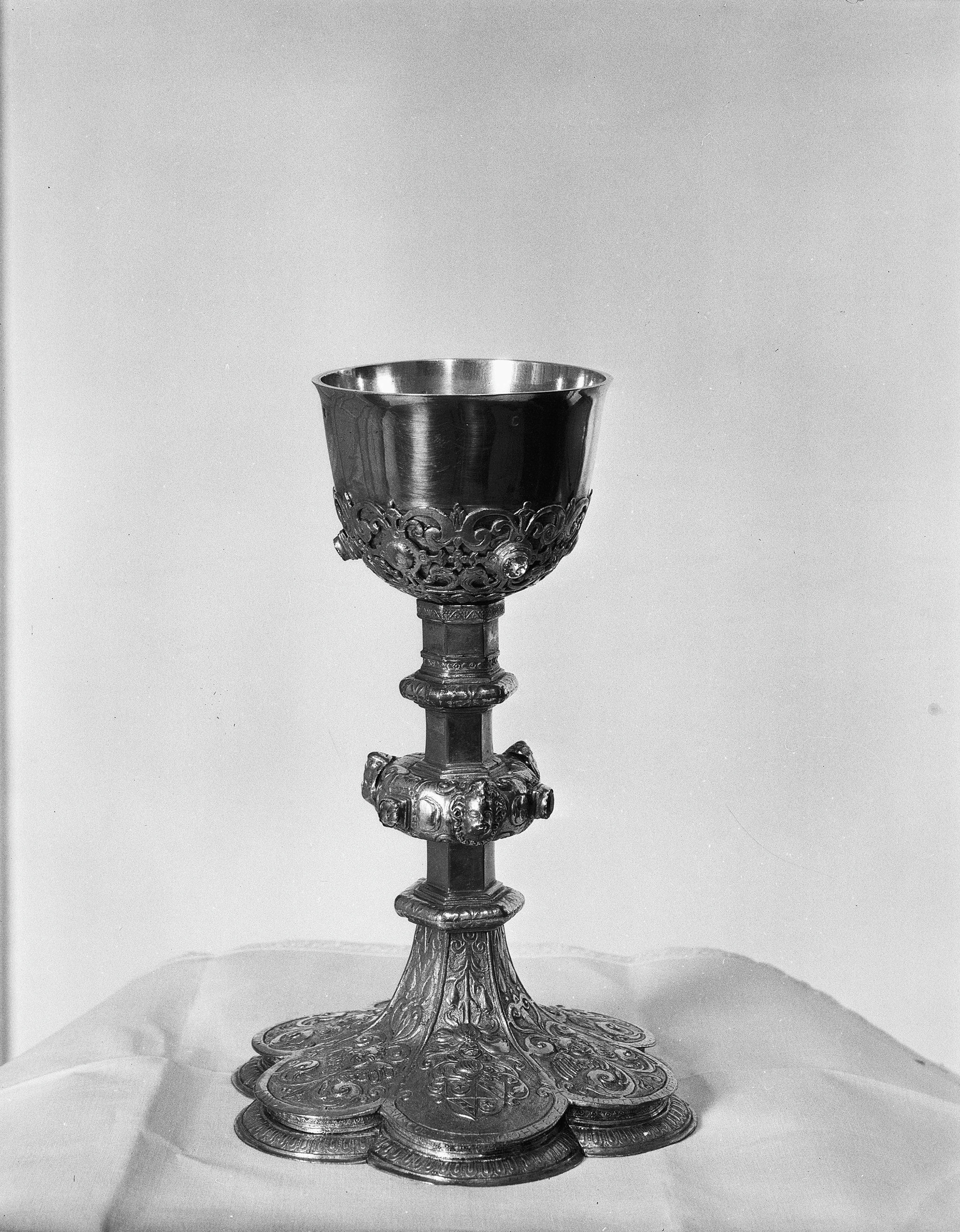
Kelk